# Игреньские археологические поселения
Игреньские неолитические поселения — неолитические стоянки (IV тысячелетия до н. э.) на Игреньском полуострове при впадении Самары в Днепр (у посёлка Старая Игрень, на территории современного города Днепра).

## Неолитические поселения. Раскопки Яворницкого, Добровольского, Телегина
Раскопки на Игреньском полуострове ведутся с начала XX в. Экспедиция академика Д. И. Яворницкого (1927—1932 гг., во время строительства ДнепроГЭСа) нашла в устье Самары (в том числе на Игреньском полуострове):
- многочисленные стоянки человека и могильники, начиная с эпохи мезолита[1], неолита и раннего металла;
- поселения периодов Киевской Руси, запорожских казаков и кочевых тюрко-язычных племён.

Немного позже украинский археолог А. В. Добровольский классифицировал неолитические стоянки первобытных людей на Игреньском полуострове — их оказалось 15 (эти «Игреньские неолитические поселения 4 тыс. до н. э.» считают[кто?] одними из наиболее значимых в Восточной Европе).
В 1948 году А. В. Добровольским найдена «неолитическая стоянка Игрень 8» (в дальнейшем изучалась Д. Я. Телегиным), её древние слои относятся к IX тысячелетию до н. э. На стоянке «Игрень 8»:
- было изучено 10 мезолитических зимовых полуземлянок;
- выявлено, что главными занятиями населения были охота и рыболовство.

«Только в конце IV тысячелетия можно отметить первые признаки приручения животных; об этом говорят находки костей домашнего быка и козы». В «слое начала IV тыс. до н. э.» найдены обломки первых глиняных сосудов; «они ещё очень примитивны: к глине примешана рубленая трава для придания стенкам большей связи, лепка грубая, обжиг явно недостаточный, оставивший стенки сосуда пористыми; орнамент также очень беден. Эти сосуды, по-видимому, недалеки от времени начала гончарства, как и архаическая посуда из кьёккенмёддингов».
Среди «неолитических артефактов» найденных в последнее время (1984 г.), наибольшее внимание привлекла находка «костяной пластинки с сотнями упорядоченных чёрточек» (по заключению Киевской радиоуглеродной лаборатории НАН Украины, она датируется примерно 3740 годом до н. э.). По мнению местных краеведов, пластинка представляет собой древний календарь.
Инвентарь стоянки Попов Мыс на полуострове Игрень находит параллели в инвентаре Орехово-Донецкой 3 стоянки на Северском Донце, особенно в части техники расщепления кремня, в наборе нуклеусов, включающем нуклеусы донецкого типа, ансамбле негеометрических микролитов, типологическом спектре резцов и скребков, пластин с ретушью. Керамика, собранная на поверхности этой стоянки, датируется 6 тысячелетием до н. э. На поселении Игрень 8 были исследованы отдельные жилища, датированные последней четвертью 8-6 тысячелетием до нашей эры.

## Игреньский город руси и кочевников (XI—XIII в.)
В 1989—1990 гг. экспедиция Института археологии Национальной академии наук Украины, под руководством Д. Я. Телегина выявила «Игреньский город киево-русов и кочевников (XI—XIII в.)» — Д. Я. Телегин особо подчеркнул «необычность этого города»:
- город не имел оборонительных сооружений (рвов, стен), то есть не опасался нападений из степей;
- в городе мирно сосуществовали извечные противники: русь и степные кочевники[9].

## Письменные источники о поселениях в устье Самары
Первым достоверным упоминанием о «городке в устье Самары» является упоминание в московской летописи под 1576 годом — это упоминание было найдено краеведами В. В. Бинкевичем и В. Ф. Камеко, см. книгу «Городок старинный запорожский Самарь с перевозом». Эта же книга объясняет причины привлекательности «устья Самары» для поселений:
- непосредственно ниже устья Самары начинались «днепровские пороги», которые тянулись на 75 км — поэтому «переправа через Днепр» была наиболее удобной в районе устья Самары;
- перед порогами заканчивалось «плавание по Днепру от его истоков», поэтому товары перегружали с судов на возы или «лодки, предназначенные для прохождения порогов». «Поселение в устье Самары» осуществляло эту перегрузку, транспортировку товаров; охрану торговых путей. Здесь проходил водный «путь из варяг в греки»; а в казацкие времена — через устье Самары проходили важные сухопутные «Соляной шлях» и «Железный (Залозный) шлях»;
- также от устья Самары (по степным рекам Волчья, Мокрые Ялы, Калка-Кальчик, Кальмиус) казаки проводили суда в Азовское море — об этом «казацком пути» писал фортификатор Боплан[12] (1650 г.).

Именно в устье реки Самары первоначально был заложен город Екатеринослав (по замыслу князя Г. А. Потёмкина, «третья столица Российской империи»), который через несколько десятилетий был перенесён на правый берег Днепра.

## Палеогенетика
У образца IGR001 со стоянки Игрень-8 (Igren' 8, Ukraine, 7584 л. н.) определили Y-хромосомную гаплогруппу Q1b-M346/L56 и митохондриальную гаплогруппу U5a1i.